# Tetjana Perebyjnis
Tetjana Juriïvna Perebyjnis, accreditata come Tatiana Perebiynis dalla WTA (in ucraino Тетяна Юріївна Перебийніс?; Charkiv, 15 dicembre 1982), è una tennista ucraina.

## Biografia
Figlia di Juryi Perebyjnis e Alla Lichova, viene allenata da suo marito, Dmitryj "Dima" Zadorožniy (la coppia è sposata dal 15 ottobre 2005). Vinse il torneo di Wimbledon 2000 - Doppio ragazze insieme a Ioana Gaspar sconfiggendo in finale Dája Bedáňová  e María Emilia Salerni con il punteggio di 7–6(2), 6–3. Contro la Salerni in finale perse diverse volte: Nel 1999 al torneo di Wimbledon 1999 - Doppio ragazze, al torneo di Wimbledon 2000 - Singolare ragazze e all'singolo della stessa competizione con il punteggio per la Salerni di 6–3, 6–4.
Nel 2005 arrivò in finale al torneo di Wimbledon 2005 - Doppio misto in coppia con Paul Hanley, persero contro Mary Pierce e Mahesh Bhupathi, il risultato fu 6-4, 6-2 per la coppia vincente. Nello stesso anno vinse il Warsaw Open 2005 - Doppio in coppia con Barbora Záhlavová-Strýcová battendo in finale con il risultato di 6-1, 6-4 Klaudia Jans-Ignacik e Alicja Rosolska, e due anni dopo vinse la stessa competizione, nell'occasione era in coppia con Vera Duševina e le avversarie in finale Elena Lichovceva e Elena Vesnina (punteggio finale: 7-5, 3-6, 10-2).
Nel 2008 vinse esibendosi con Zi Yan (detentrice del titolo insieme a Zheng Jie) l'Internationaux de Strasbourg 2008 - Doppio, sconfiggendo in finale Yung-jan Chan e Chia-jung Chuang con il punteggio di 6–4, 6(3)–7, 10–6
Arrivò ad essere 55ª al mondo il 21 aprile 2008

## Statistiche

### Risultati in progressione
| Sigla | Risultato               |
| ----- | ----------------------- |
| V     | Vincitore               |
| F     | Finalista               |
| SF    | Semifinalista           |
| O     | Oro olimpico            |
| A     | Argento olimpico        |
| SF    | Bronzo olimpico         |
| QF    | Quarti di Finale        |
| 4T    | Quarto turno            |
| 3T    | Terzo turno             |
| 2T    | Secondo turno           |
| 1T    | Primo turno             |
| RR    | Round Robin             |
| LQ    | Turno di qualificazione |
| A     | Assente                 |
| ND    | Non disputato           |

| Legenda superfici    |
| -------------------- |
| Cemento              |
| Terra battuta        |
| Erba                 |
| Superficie variabile |

#### Singolare nei tornei del Grande Slam
| Torneo          | 2001 | 2002 | 2003 | 2004 | 2005 | 2006 | 2007 | 2008 | 2009 | 2010 |
| --------------- | ---- | ---- | ---- | ---- | ---- | ---- | ---- | ---- | ---- | ---- |
| Australian Open | A    | A    | A    | 1T   | 2T   | A    | A    | 2T   | A    | A    |
| Open di Francia | A    | A    | 1T   | 3T   | 1T   | A    | A    | 1T   | A    | A    |
| Wimbledon       | A    | 1T   | 2T   | 3T   | A    | 1T   | 2T   | 2T   | 1T   | A    |
| US Open         | 1T   | A    | 2T   | 1T   | A    | A    | 1T   | 3T   | A    | A    |

#### Doppio nei tornei del Grande Slam
| Torneo          | 2001 | 2002 | 2003 | 2004 | 2005 | 2006 | 2007 | 2008 | 2009 | 2010 |
| --------------- | ---- | ---- | ---- | ---- | ---- | ---- | ---- | ---- | ---- | ---- |
| Australian Open | A    | 1T   | 1T   | 1T   | 1T   | A    | 1T   | 3T   | A    | A    |
| Open di Francia | A    | 2T   | 1T   | 2T   | 1T   | A    | 3T   | 1T   | A    | A    |
| Wimbledon       | 1T   | 2T   | 1T   | A    | 2T   | SF   | 1T   | 2T   | 2T   | A    |
| US Open         | 2T   | 1T   | 2T   | 1T   | A    | 1T   | 2T   | 1T   | A    | A    |

#### Doppio misto nei tornei del Grande Slam
| Torneo          | 2001 | 2002 | 2003 | 2004 | 2005 | 2006 | 2007 | 2008 | 2009 | 2010 |
| --------------- | ---- | ---- | ---- | ---- | ---- | ---- | ---- | ---- | ---- | ---- |
| Australian Open | A    | A    | A    | A    | A    | A    | A    | A    | A    | A    |
| Open di Francia | A    | A    | A    | A    | A    | A    | A    | A    | A    | A    |
| Wimbledon       | A    | A    | A    | 1T   | F    | 2T   | 3T   | A    | A    | A    |
| US Open         | A    | A    | A    | A    | A    | A    | A    | A    | A    | A    |

## Vittorie contro giocatrici top 10
| Stagione | 2008 | Totale |
| -------- | ---- | ------ |
| Vittorie | 1    | 1      |

| #    | Giocatrice     | Ranking | Evento            | Superficie | Turno | Punteggio | Rank. TPR |
| ---- | -------------- | ------- | ----------------- | ---------- | ----- | --------- | --------- |
| 2008 |                |         |                   |            |       |           |           |
| 1.   | Vera Zvonarëva | 10      | US Open, New York | Cemento    | 2T    | 6-3, 6-3  | 76        |